# Geografía de Uganda

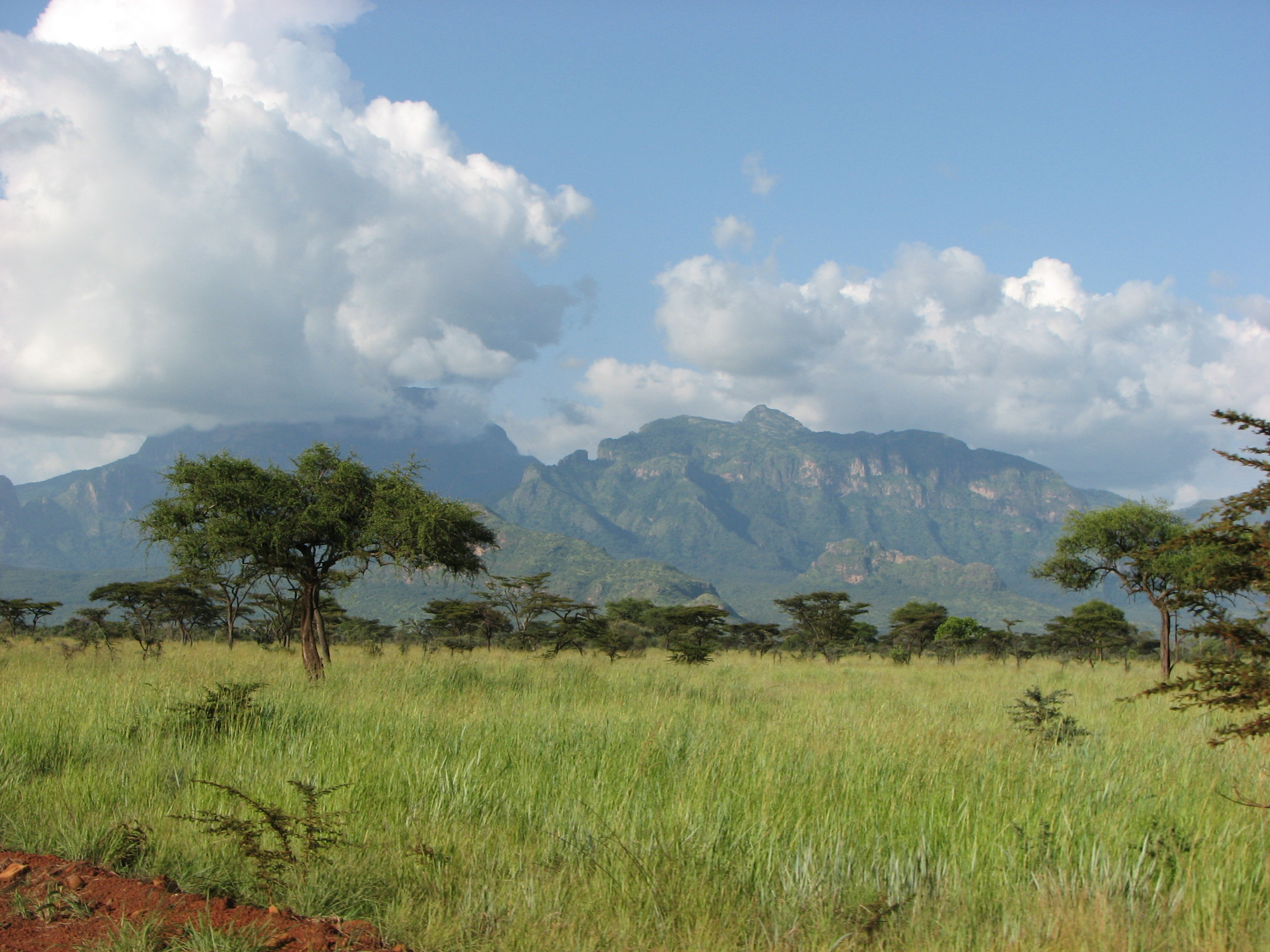
El monte Kadam en Uganda.

Uganda se encuentra situada en el este de África. Limita al norte con Sudán del Sur, al oeste con la República Democrática del Congo, al sur con Ruanda y Tanzania y al este con Kenia. Las ciudades más importantes del país se encuentran en el sur y entre ellas destacan la capital Kampala y Entebbe. El país se halla sobre una meseta con una elevación media de 900 m sobre el nivel del mar. La mayor altitud del país es el Monte Stanley de 5109 m.
Aunque Uganda no tiene salida al mar, en ella se encuentran los lagos Victoria, Alberto, Kyoga y Eduardo. El mayor de ellos es el lago Victoria, en el que Uganda posee varias islas y que sirve de frontera con Kenia y Tanzania. Del lago Victoria nace uno de los ramales del Nilo. Aunque el clima es tropical, hay diferencias entre las distintas regiones del país.

## Relieve e hidrografía

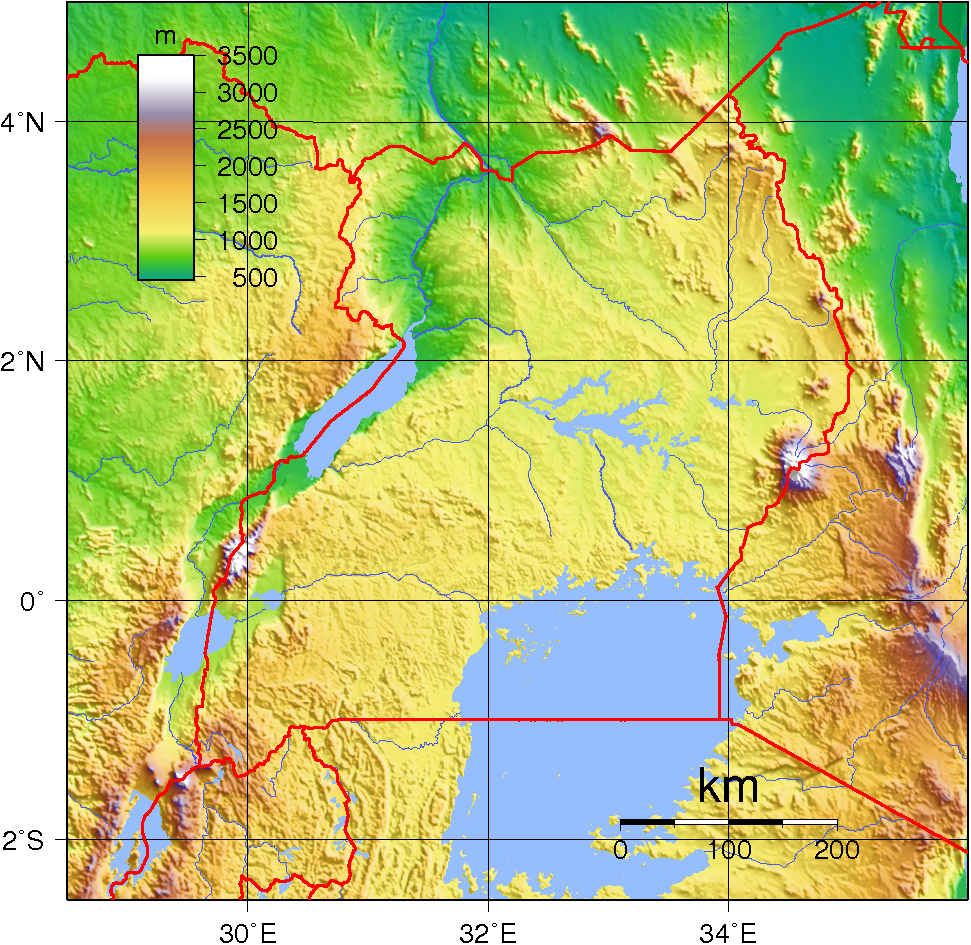

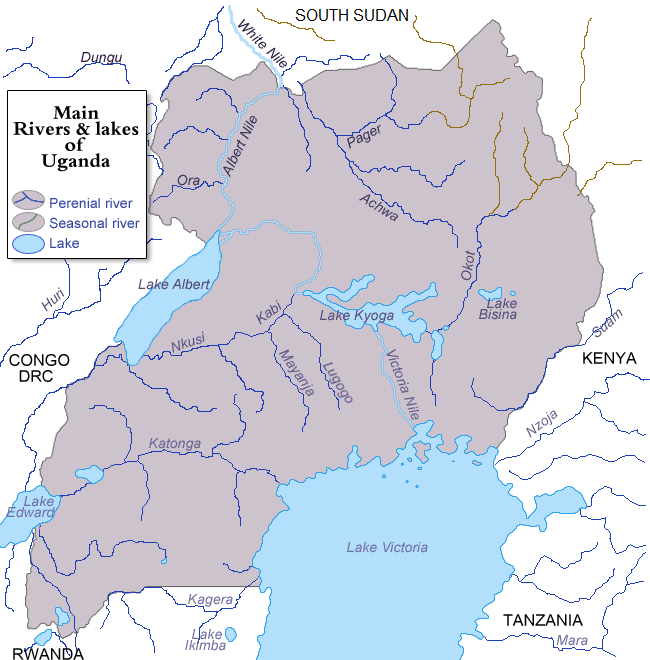
Ríos y lagos de Uganda

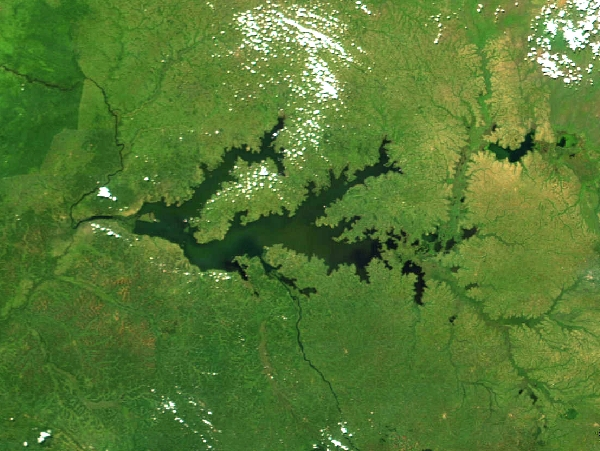
Lago Kyoga y sus adyacentes en el centro de Uganda.

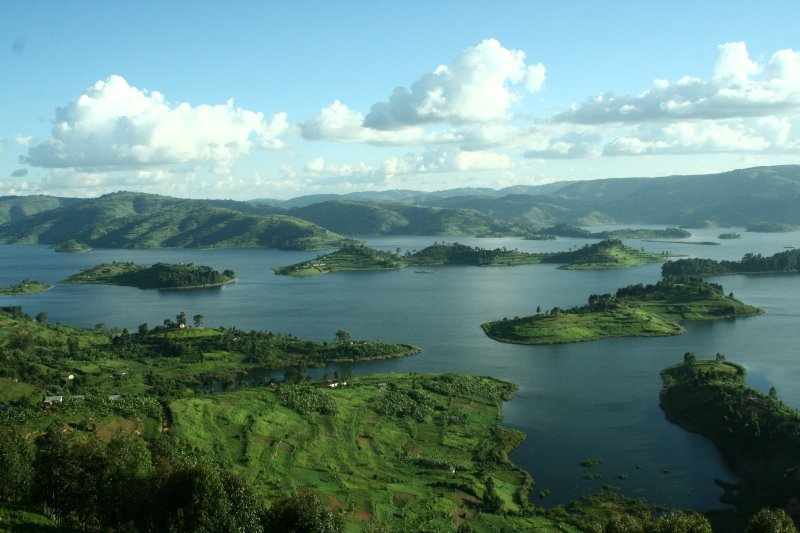
Lago Bunyonyi

La mayor parte de Uganda es una meseta que desciende suavemente hacia el norte. La parte occidental del país está constituida por el Rift Albertino, la rama occidental del Rift de África Oriental. Al sudoeste, donde se encuentran Uganda, la República Democrática del Congo y Ruanda, se encuentran las montañas Virunga, con sus ocho volcanes. En la frontera de Uganda con Ruanda se encuentran alienados de este a oeste los volcanes  Muhavura ( 4.125 m), Gahinga (3.474 m) y Sabinio (3.645 m), este último en la intersección con la RDC. Los tres forman parte del parque nacional del Gorila de Mgahinga.
La frontera sigue hacia el norte haciendo frontera con la RDC a través de una línea de montañas de 
1800 m que descienden hasta los 912 m del lago Eduardo. Luego, el relieve vuelve a subir en las montañas Rwenzori, con una serie de picos importantes en la misma frontera, el monte Speke, de 4.890 m, el monte Emin, de 4.798 m, el monte Baker, de 4.844 m, y el más alto, el monte Stanley, de 5.109 m, y vuelven a descender hasta el lago Alberto, a 615 m, que desemboca en el Nilo Blanco. La frontera sigue hacia el norte atravesando una meseta ondulada a 1200 m de altitud y una zona de colinas hasta la frontera con Sudán del Sur, al norte.
El resto del país es una amplia meseta dominada por el lago Victoria, al sur, a 1.134 m de altitud, dividido a partes iguales entre Uganda y Tanzania, de las que 31.000 km² pertenecen a Uganda, y el lago Kyoga, a 914 m, de aguas muy someras, en el centro del país, alimentado a su vez por el Nilo Blanco procedente del lago Victoria por el sur y de una serie de caudales que proceden del este, de la frontera con Kenia, donde se encuentra el monte Elgon, un volcán aislado extinto de 4.321 m que forma parte de una cadena de volcanes de este tipo al este del país, entre los que destacan el monte Moroto, de 3.083 m, el monte Kadam, de 3.063 m, y el monte Morungole, al norte, de 2.749 m.
El lago Kyoga, de 1.720 km² tiene una profundidad media de 4 m, y está formado por un conjunto de zonas húmedas que se extienden hacia el este y sudeste e incluyen los lagos Kwania, Kojweri, Nawampasa, Adais, Nyasala, Nyaguo, y más al este, Bisina, Opeta, Lemwa y Okolitorum. Hacia el oeste, el lago desagua en el Nilo Blanco, que después de un giro hacia el norte y este al Lugogo) y de nuevo hacia el oeste desemboca en el norte del lago Alberto, muy cerca de donde sale de nuevo del lago para dirigirse hacia Sudán del Sur. Por el sudoeste, el Nilo Blanco recibe al río Kafu antes de girar hacia el norte, y este recibe a los ríos Lugogo y Mayanja.
Antes de alcanzar el lago Alberto, el Nilo Blanco, procedente del lago Kyoga, 300 m más arriba, atraviesa una serie de rápidos entre los que destacan las cataratas Murchison, en el parque nacional de las Cataratas Murchison, un zona protegida de 3.480 km², que cubre los últimos 115 km del Nilo Blanco antes del lago.
El norte de Uganda es una meseta separada de Sudán del Sur en su parte central por las montañas Imatong, que culminan en el monte Kinyeti, ya en el país vecino, con 3.187 m. El centro norte de la meseta de Uganda, está recorrida por el río Achwa que desciende suavemente hacia Sudán del Sur, donde desemboca en el Nilo Blanco después de cruzar el parque nacional Nimule, a una altitud cercana a los 600 m. Tiene como afluente al río Pager.
El nordeste del país está drenado por el río Okok, que circula, en cambio, de norte a sur y desemboca en el lago Bisina.
Al sudoeste, entre las montañas Virunga y el lago Victoria, hay una zona montañosa del Rift, con serranías que discurren de sur a norte, de más de 2000 m de altitud, en la que se encuentran el lago Mutanda, a 1800 m, y el lago Bunyonyi, a 1962 m de altitud, en una falla volcánica. El lago Mutanda está drenado por el río Rutshuru, que desemboca en el lago Eduardo. El lago Bunyonyi, más grande, tiene 25 km de largo y 7 km de anchura, y posee 29 islas.

### Ecología
La mayor parte de Uganda corresponde al bioma de sabana. El WWF distingue varias ecorregiones:
- Sabana sudanesa oriental en el norte
- Mosaico de selva y sabana del norte del Congo en el noroeste
- Sabana arbustiva de Kenia en el nordeste
- Mosaico de selva y sabana de la cuenca del lago Victoria en el centro y sur del país

Las zonas montañosas están cubiertas de selvas y, a mayor altitud, praderas de montaña:
- Selva montana de la falla Albertina y páramo de los montes Ruwenzori y Virunga al oeste
- Selva montana de África oriental y páramo montano de África oriental al este

## Clima

Mapa de Köppen de climas de Uganda. El azul claro es tropical de sabana, el azul medio es monzónico, y el azul oscuro, ecuatorial. El calabaza es semiárido.

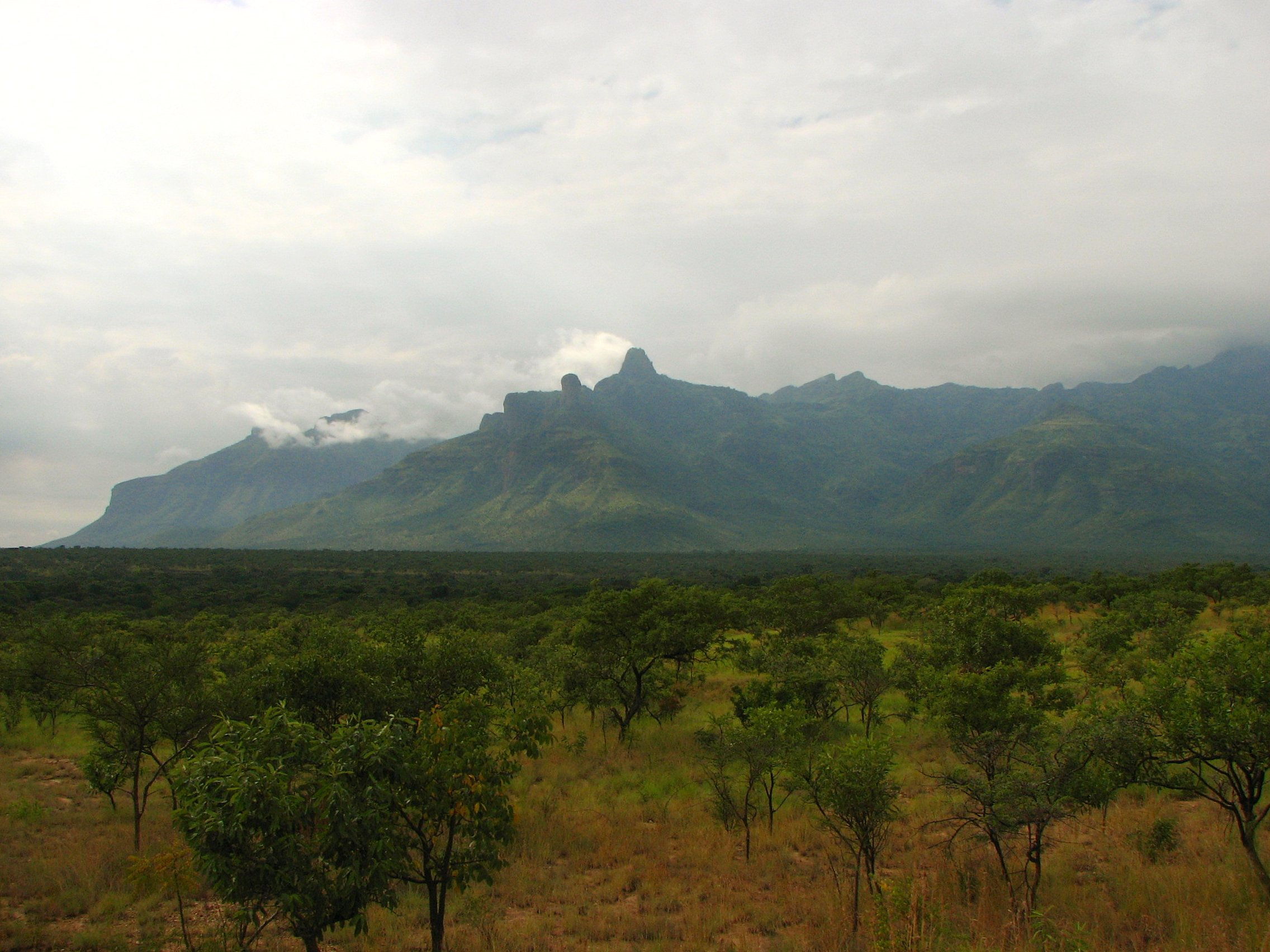
Monte Moroto, al este de Uganda.

El clima de Uganda es tropical y húmedo en general, modificado por la altitud y localmente por los lagos. Las masas de aire proceden normalmente del nordeste y el sudeste. Al estar en el ecuador, los días duran todo el año doce horas, y la cobertura nubosa hace que haya pocas variaciones, con medias anuales entre 21 y 23.oC y lluvias entre 1.000 y 1.500 mm, con máximos entre abril y mayo, y julio y agosto.
Hace un poco más de calor en el lago Alberto, por su menor altitud, así como en la región de las cataratas Murchison. En Notoroko, a 623 m, junto al lago, caen 980 mm anuales, con un máximo en abril, y las temperaturas oscilan entre los 24 y los 30-32.oC todo el año. Por encima de 1500 m, en cambio, las noches son frías. El periodo más cálido y seco es de diciembre a marzo, con vientos del nordeste, procedentes de Sudán y Eritrea. Entre junio y septiembre los vientos del sudeste proceden del océano Índico y Tanzania, algo más frescos, en la parte sur del país. El norte está dominado por las corrientes más húmedas de la RDC.
En Kampala, al sur, junto al lago Victoria, caen 1.290 mm en 94 días, con un máximo entre marzo y mayo y otro entre septiembre y noviembre, cuando el sol pasa por la vertical de los equinoccios, y mínimos en febrero y julio, aunque nunca llueve menos de 65 mm al mes. Las temperaturas oscilan entre los 17-27.oC de julio y agosto, y los 18-29.oC de febrero-marzo.
En Gulu, en el centro norte, también a 1.100 m de altitud, en plena meseta, caen 1.480 mm en 88 días, pero las lluvias están menos repartidas, hay un periodo seco entre diciembre y febrero, y en mayo y agosto se dan máximos de 200 mm con tormentas más intensas.
En la zona más seca del país, en el nordeste, en Moroto, una zona rica en minerales a los pies del monte Moroto, de 3.083 m, en la frontera con Kenia, caen 810 mm en 127 días, con un mínimo entre diciembre y febrero, pero muy repartido el resto del año.
En el sudoeste, en Kabale, junto al lago Bunyonyi, en la frontera con Ruanda, a 1.962 m de altitud, caen 1.015 mm en 116 días, y aquí el periodo más seco se da entre junio y agosto. A esta altura, las temperaturas son más bajas: de 9 a 11.oC las mínimas, y de 23 a 24.oC las máximas todo el año.

## Parques nacionales y zonas protegidas
En Uganda, hay 712 áreas protegidas, según la IUCN, que cubren una superficie de 243.145 km², el 16% del territorio. De estas, una es un santuario de la naturaleza, diez son parques nacionales, una docena son reservas de la naturaleza, cinco son áreas de gestión comunitaria, 12 son sitios Ramsar para la protección de las aves y más de 600 son reservas forestales, que suman unos 12.700 km² y que incluyen desde selva montana de la falla Albertina hasta plantaciones de pino y eucalipto, gestionadas por la National Forestry Authority.
- Parque Nacional de la Selva Impenetrable de Bwindi, 327 km²
- Parque nacional de Kibale, 766 km²
- Parque nacional del Valle de Kidepo, 1.430 km²
- Parque nacional del Lago Mburo, 370 km²
- Parque nacional del Gorila de Mgahinga, 38 km²
- Parque nacional del Monte Elgon, 1.110 km²
- Parque nacional de las Cataratas Murchison, 3.877 km²
- Parque nacional de la Reina Isabel, 2.056 km²
- Parque Nacional de los Montes Ruwenzori, 995 km²
- Parque nacional de Semuliki, 220 km²

## Etnias de Uganda
Hay cuatro grupos étnicos principales en Uganda, con distintos orígenes: los bantúes viven en el oeste e incluyen las tribus buganda, banyankole, basoga, bakiga, batoro, banyoro, banyarwanda, bagisu, bagwere y bakonjo. Los nilóticos, en el norte, incluyen las etnias lango, acholi, alur, adhola, luhya y jonam. Los nilo-hamitas incluyen las etnias teso, karamojong, kumam, kakwa, sebei, pokot, labwor  y tepeth. Y los sudaneses, que incluyen las tribus lugbara, madi y lendu. Los  hamitasestán formados principalmente por los bahima. Los árabes y el resto de componentes de la población se hallan a distancia en número.
Más allá de los grupos étnicos, en Uganda se hablan unas 30 lenguas. Los idiomas oficiales son el inglés y el suajili. Otros grupos hablantes de lenguas bantúes son los ankole, los toro, loa banyoro y los basoga.